# Бен О'Коннор
Бен О'Коннор (англ. Ben O'Connor; народився 21 грудня 1988 у м. Дарем, Англія) — британський хокеїст, захисник. Виступає за ХК «Морзін-Авор'яз» у Лізі Магнуса.
Виступав за «Галл Тандер», «Боуменвіль Іглз», «Вінздор Спітфаєрс», «Місісога Айсдогс», «Бейзінстоук Байсон», «Единбург Кепіталс», «Ковентрі Блейз».
У складі національної збірної Великої Британії учасник чемпіонатів світу 2009 (дивізіон I), 2010 (дивізіон I) і 2011 (дивізіон I). У складі молодіжної збірної Великої Британії учасник чемпіонату світу 2008 (дивізіон I). У складі юніорської збірної Великої Британії учасник чемпіонату світу 2005 (дивізіон I).
Батько: Майк О'Коннор.